# Solus Christus
Solus Christus (« seul le Christ ») est une expression latine qui signifie que seul Christ sauve . Ce principe de base, caractéristique du protestantisme, fait partie des cinq sola de la sotériologie réformée.

## Doctrine
L'expression indique que le salut de l'âme passe seulement par Jésus-Christ. Il est l'unique intercesseur, et non le clergé ou les saints. 
L'expression est parfois formulée à l'ablatif : solo Christo (« par le Christ seul »).